# The Second Coming (Napoleon XIV)
The Second Coming è il secondo album del cantante statunitense Napoleon XIV inciso nel 1996.
L'album contiene alcune canzoni del precedente album They're Coming to Take Me Away Ha Haa!, la canzone The Explorer (il quale doveva far parte dell'album For God's Sake, Stop the Feces, che però non fu mai pubblicato per vari motivi) e da canzoni registrate  nel 1995.

## Tracce
1. Ode to a Farmer Boy - 0:51
2. The Explorer - 2:09
3. They're Coming to Take Me Away Ha Haa! - 2:06
4. I'm in Love with My Red Tricycle - 2:09
5. Photogenic, Schizophrenic You - 2:15
6. Marching Off to Bedlam - 2:08
7. Doin' the Napoleon - 2:50
8. The Place Where the Nuts Hunt the Squirrels - 1:52
9. Let's Cuddle Up in My Security Blanket - 1:56
10. Goofin' on the Job - 2:27
11. Bats in My Belfry - 1:44
12. Dr. Psyche, the Cut-Rate Head-Shrinker - 1:57
13. I Live in a Split Level Head - 2:05
14. I'm Happy They Took You Away Ha Haa! - Josephine XV - 2:05
15. The Nuts on My Family Tree - 2:33
16. I Owe a Lot to Iowa Pot - 3:40
17. Can You Dig It? - 1:55
18. The Song I Wrote for Robert Goulet - 1:51
19. They're Coming to Get Me Again Ha Haa! - 2:30
20. It May Appear Ridicolous - 0:42
21. !aaH aH yawA eM ekaT ot gnimoC er'yehT - 2:06